# هيلج غاردر
هيلج غاردر (بالنرويجية البوكمول: Helge Gaarder)‏ هو صحفي وموسيقي نرويجي، ولد في 25 نوفمبر 1953 في أوسلو في النرويج، وتوفي في 15 مارس 2004.